# Blangstedgård
Blangstedgård er en bydel i det sydøstlige Odense, opført på en del af Blangstedgaards jorder ved en arkitektkonkurrence i 1988. De fleste huse er i to etager. Området har børnehave/vuggestue, bofællesskaber, nærbutik, fritidscenter, café, ungdomsskole og Blangstedgårdkollegiet.
Bydelen afgrænses af Niels Bohrs Alle mod syd, samt Lindved Å mod vest og nord. Blangstedgård består af vejene: Blangstedgårds Allé, Stammen, Kirsebærgrenen, Blommegrenen, Pæregrenen, Æblegrenen og Brombærranken. Der er forbindelse til Odense Banegård med FynBus.

## Kvarterets sammensætning
I forbindelse med arkitektkonkurrencen, fik mange bygherrer mulighed for at byde ind på opførelsen af bygningerne. Derfor fremstår kvarteret i dag som et meget integreret miljø, indeholdende både almene boliger varetaget af Odenses almene boligorganisationer, private lejeboliger, andelsboliger, et kollegium og ejerboliger.